# Place de la Mairie (Colmar)
Pour les articles homonymes, voir Place de la Mairie.
La place de la Mairie, est un lieu public de la ville de Colmar, en France.

## Situation et accès
Cette place publique est située dans le quartier centre.
On y accède par les rues des Clefs et des Cloches.
Cette place n'est pas desservie par les bus de la TRACE.

## Origine du nom
La place doit son nom à la présence de la mairie de la ville (entrée administrative).